# Thomas Kretschmann
Thomas Kretschmann (phát âm [ˈtoːmas ˈkʁɛtʃman]; sinh ngày 8 tháng 9 năm 1962) là nam diễn viên người Đức. Anh từng diễn các vai Hauptmann Peter Kahn trong Stalingrad (2013), Hauptmann Wilm Hosenfeld trong The Pianist, Hermann Fegelein trong Downfall, Otto Remer trong Valkyrie (2008). Trong các phim của Marvel Studios như Captain America: The Winter Soldier và Avengers: Age of Ultron, anh vào vai Baron Wolfgang von Strucker.

## Danh sách phim

### Điện ảnh
| Năm  | Tên phim                               | Vai diễn                    | Ghi chú |
| ---- | -------------------------------------- | --------------------------- | ------- |
| 2002 | The Pianist                            | Wilm Hosenfeld              |         |
| 2014 | Captain America 2: Chiến binh mùa đông | Baron Wolfgang von Strucker |         |
| 2015 | Avengers: Đế chế Ultron                | Baron Wolfgang von Strucker |         |
| 2023 | Indiana Jones và vòng quay định mệnh   | Đại tá Weber                |         |